# 星影的欢呼
《星影的欢呼》（日语：星影のエール）是GReeeeN的第34首单曲，由ZEN MUSIC出版，于2020年6月24日发售。CD的数字版于5月11日先行发售。

## 简介
日本廣播協會（NHK）連續電視小說《歡呼》的主题曲。

## 收录歌曲
- 作词、作曲：GReeeeN

1. 星影的欢呼（星影のエール） [3:20]
  - NHK連續電視小說《歡呼》主题曲
  - 数字下载版早于5月11日配信，比CD发售日早。
2. Hello Goodbye by “STAY HOME”（ハロー グッバイ by “STAY HOME”）
3. 福之岛（福ある島） [4:06]
  - 曾在第8张专辑开心D（日语：うれD）中收录
  - 第69届全国植树节 福岛2018大会主题曲
4. 赠言（日语：贈る言葉 (GReeeeNの曲)）[4:02]
  - 編曲：高田翼
  - 第32首单曲
  - 电影《奔跑吧！T校篮球部》（走れ!T校バスケット部）主题曲
5. 快乐欢呼（楽しくしゃべエール from 9SJ）[5:50]
  - 曾经的旅行社会员广告歌曲